# Javier Valdez Cárdenas
Javier Valdez Cárdenas (14 tháng 4 năm 1967 – 15 tháng 5 năm 2017) là một ký giả và nhà sáng lập ra tờ báo Ríodoce, có trụ sở ở Sinaloa. Ông nhận được nhiều giải thưởng quốc tế về những bài viết của ông về việc buôn bán ma túy và tội phạm có tổ chức trong chiến tranh ma túy México.

## Tiểu sử
Javier Valdez Cárdenas sinh ngày 14 tháng 4 năm 1967 tại Culiacan, Sinaloa, México. Ông tốt nghiệp từ Đại học tự trị của Sinaloa với bằng cử nhân về xã hội học. Vào đầu những năm 1990, Valdez Cárdenas làm việc như một phóng viên cho đài truyền hình quốc gia, Kênh 3, ở Culiacan. Sau đó, ông tham gia làm báo ở Sinaloa cho tờ Noroeste và trở thành một phóng viên cho tờ báo hàng ngày La Jornada ở Thành phố México vào năm 1998.
Năm 2003, ông và các phóng viên khác từ tờ báo hàng ngày Noroeste thành lập tờ Ríodoce, một tuần báo dành riêng về vấn đề tội phạm và tham nhũng ở Sinaloa, được coi là một trong các bang bạo lực nhất của México. Valdez Cárdenas cũng là tác giả của nhiều cuốn sách về buôn bán ma túy, bao gồm "Hoa hậu Narco", với những ghi chép cuộc sống của các bạn gái và vợ của các trùm ma túy, và Los morros del narco: Niños y jóvenes en el narcotráfico mexicano (Trẻ em của buôn bán ma túy: trẻ em và thanh thiếu niên trong việc buôn bán ma túy ở Mexico ").
Vào tháng 8 năm 2009, Ríodoce công bố một loạt bài về buôn bán ma túy với tiêu đề  "Hitman: Confession of an Assassin in Ciudad Juárez." (Kẻ giết người: Lời thú nhận của một sát nhân ở Ciudad Juarez." Một buổi sáng một vài ngày sau khi loạt bài kết thúc, một quả lựu đạn bị ném vào văn phòng Ríodoce, làm hư hỏng tòa nhà nhưng không ai bị thương. Những kẻ tấn công không bao giờ được nhận diện.

### Các giải thưởng
Năm 2011, Valdez Cárdenas được trao tặng Giải Tự do Báo chí Quốc tế của Ủy ban bảo vệ các nhà báo, "Một thời điểm ghi nhận hàng năm của báo chí dũng cảm."  Trong bài phát biểu nhận giải của mình, ông gọi bạo lực của buôn bán ma túy México là "một thảm kịch nên làm chúng ta xấu hổ", đổ lỗi cho công dân México về những cái chết và Chính phủ Mỹ và México về những khẩu súng trong cuộc chiến tranh ma túy. Sau đó trong cùng năm, những người quản lý Đại học Columbia trao tặng tờ báo Ríodoce giải Maria Moors Cabot cho báo chí đã góp phần vào "sự hiểu biết liên Mỹ."

## Cái chết

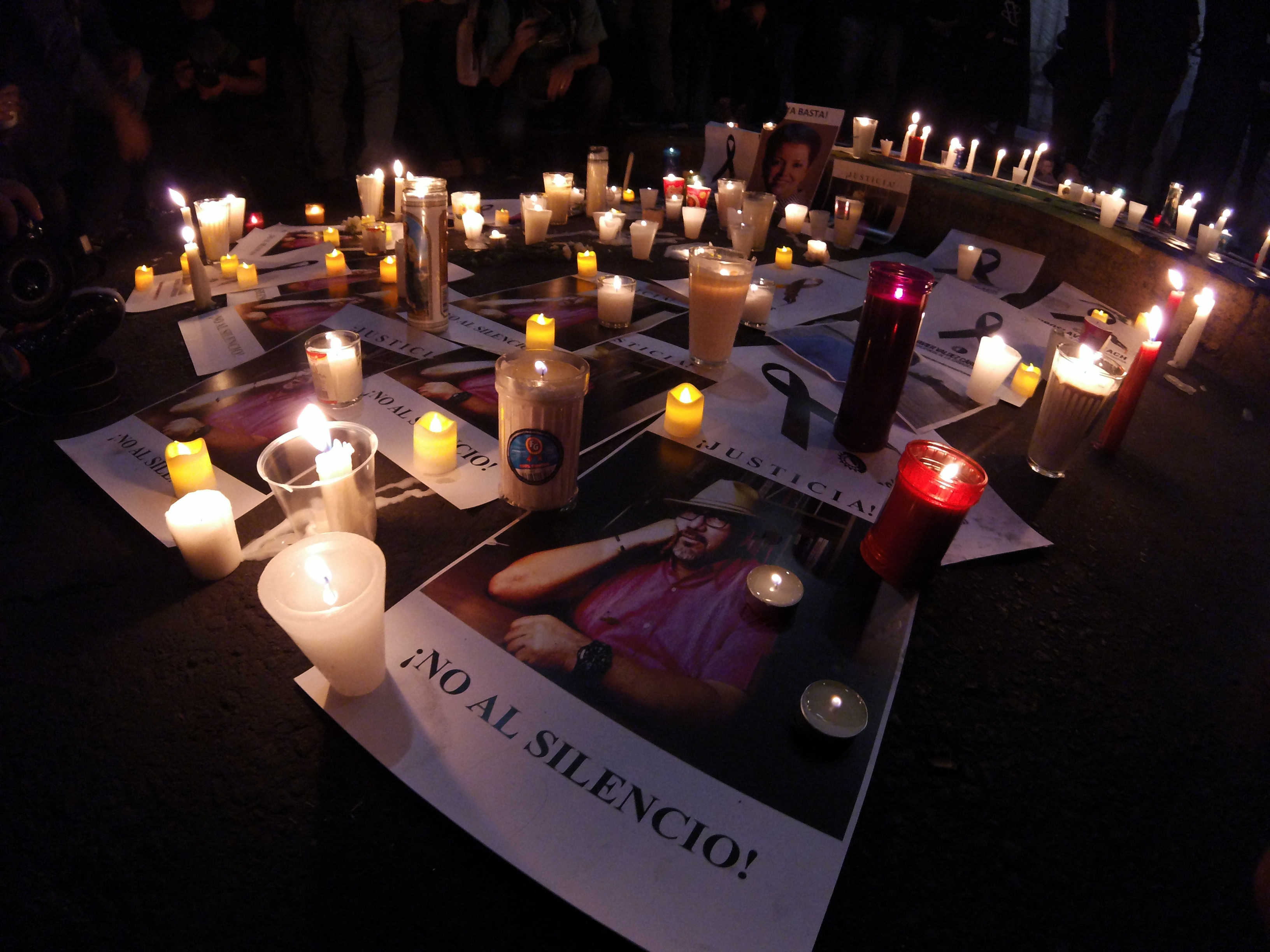
Cuộc biểu tình chống lại vụ ám sát Javier Valdez ở Thành phố México

Vào ngày 15 tháng 5 năm 2017, Valdez Cárdenas bị những sát nhân chưa được nhận diện bắn chết vào khoảng giữa trưa, cách văn phòng Ríodoce tại Culiacan, Sinaloa chỉ vài dãy nhà. Ông được 50 tuổi.